# Wiązanie jonowe
Wiązanie jonowe (wiązanie elektrowalencyjne, wiązanie heteropolarne, wiązanie biegunowe) – rodzaj wiązania chemicznego, którego istotą jest elektrostatyczne oddziaływanie między jonami o różnoimiennych ładunkach.
Wiązanie to powstaje najczęściej między metalem a niemetalem. Największy udział tego rodzaju wiązania można zaobserwować w związkach litowców z fluorowcami. Teoretycznie najsilniejszym wiązaniem jonowym charakteryzuje się fluorek fransu – FrF, gdyż pierwiastki te mają największą różnicę elektroujemności.
Związki z wiązaniami jonowymi są zdolne do dysocjacji elektrolitycznej, tzn. rozpadu na jony po stopieniu lub rozpuszczeniu. Układy takie są elektrolitami, tzn. mogą przewodzić prąd elektryczny.
W kryształach związków jonowych, nośniki ładunku (jony) są „więźniami” sieci krystalicznej. Po stopieniu lub rozpuszczeniu jony są z niej uwolnione i są zdolne przewodzić prąd elektryczny. Trzeba pamiętać, że pojedyncze cząsteczki jonowe występują tylko w stanie gazowym.
Z formalnego punktu widzenia przyjmuje się, że wiązania jonowe występują między atomami, których różnica elektroujemności jest nie mniejsza niż 1,7 w skali Paulinga. W rzeczywistości jednak nie istnieją czyste wiązania jonowe i każde z nich ma też pewne cechy kowalencyjnego, co powoduje, że granica między tymi dwoma rodzajami wiązań jest bardzo płynna.
W chemii kwantowej przyjmuje się, że wiązanie jonowe ma miejsce wtedy, gdy teoretycznie obliczona energia orbitali molekularnych, przy założeniu, że wiązanie ma jednak charakter kowalencyjny, jest większa od potencjału jonizacyjnego atomu, który jest donorem (dostarczycielem) elektronu dla drugiego atomu. Obliczenia teoretyczne energii takich hipotetycznych orbitali są jednak wysoce dyskusyjne.
Praktycznie, aby ustalić czy wiązanie jest jonowe czy kowalencyjne, wykonuje się pomiar gęstości elektronowej wokół atomów tworzących wiązanie za pomocą rentgenografii strukturalnej. Jeśli w przestrzeni między atomami występuje obszar, gdzie gęstość elektronowa jest tak mała, że nie da się jej zmierzyć, a zatem chmury elektronowe wokół obu atomów są wyraźnie rozdzielone, to przyjmuje się, że wiązanie ma istotnie charakter jonowy.